# Rudolf Löhr
Rudolf Löhr (* 23. November 1885 in Braunschweig; † Frühjahr 1945 im KZ Bergen-Belsen) war ein deutscher SPD-Politiker und braunschweigischer Landesminister.

## Leben und Werk
Der gelernte Dreher war nach der Novemberrevolution 1918 in der Braunschweiger USPD politisch aktiv, deren Ortsverein er 1919/20 leitete. Im Oktober 1919 sprach sich Löhr gegen eine Wiedervereinigung mit der MSPD aus. Er war USPD-Bezirkssekretär und 1919 zusammen mit Carl Eckardt und Paul Junke Sprecher des linken USPD-Flügels. Von 1920 bis 1922 war Löhr USPD-Kreisvorsitzender und nach dem Zusammenschluss von USPD und MSPD von 1923 bis 1925 SPD-Kreisvorsitzender. Zwischen 1929 und 1933 war er Braunschweiger SPD-Ortssekretär.

### Braunschweigischer Landesminister
Im Kabinett Merges, der ersten demokratischen Nachkriegsregierung im Freistaat Braunschweig, war er bis zum 22. Februar 1919 Landesminister für Verkehr und Handel. Im darauffolgenden Kabinett Oerter leitete er das Ministerium geschäftsführend, bevor er am 1. März 1919 von Otto Antrick abgelöst wurde. Von 1922 bis 1930 war Löhr USPD- bzw. SPD-Abgeordneter im Braunschweigischen Landtag.

### Verfolgung und Internierung
Nach der „Machtergreifung“ der Nationalsozialisten kam es im März 1933 zur Verhaftung und Misshandlung von Braunschweiger Sozialdemokraten. Am 11. März wurde Löhr im Braunschweiger Volksfreundhaus misshandelt. Im Jahre 1938 verhaftete und verhörte ihn die Gestapo im Zuge einer Verhaftungswelle gegen ehemalige SPD-Mitglieder. Im Rahmen der Aktion Gitter wurde Löhr  im August 1944 erneut verhaftet und im KZ Sachsenhausen interniert. Er wurde in das KZ Bergen-Belsen verlegt und dort im Frühjahr 1945 ermordet.